# Pivovar Cvikov

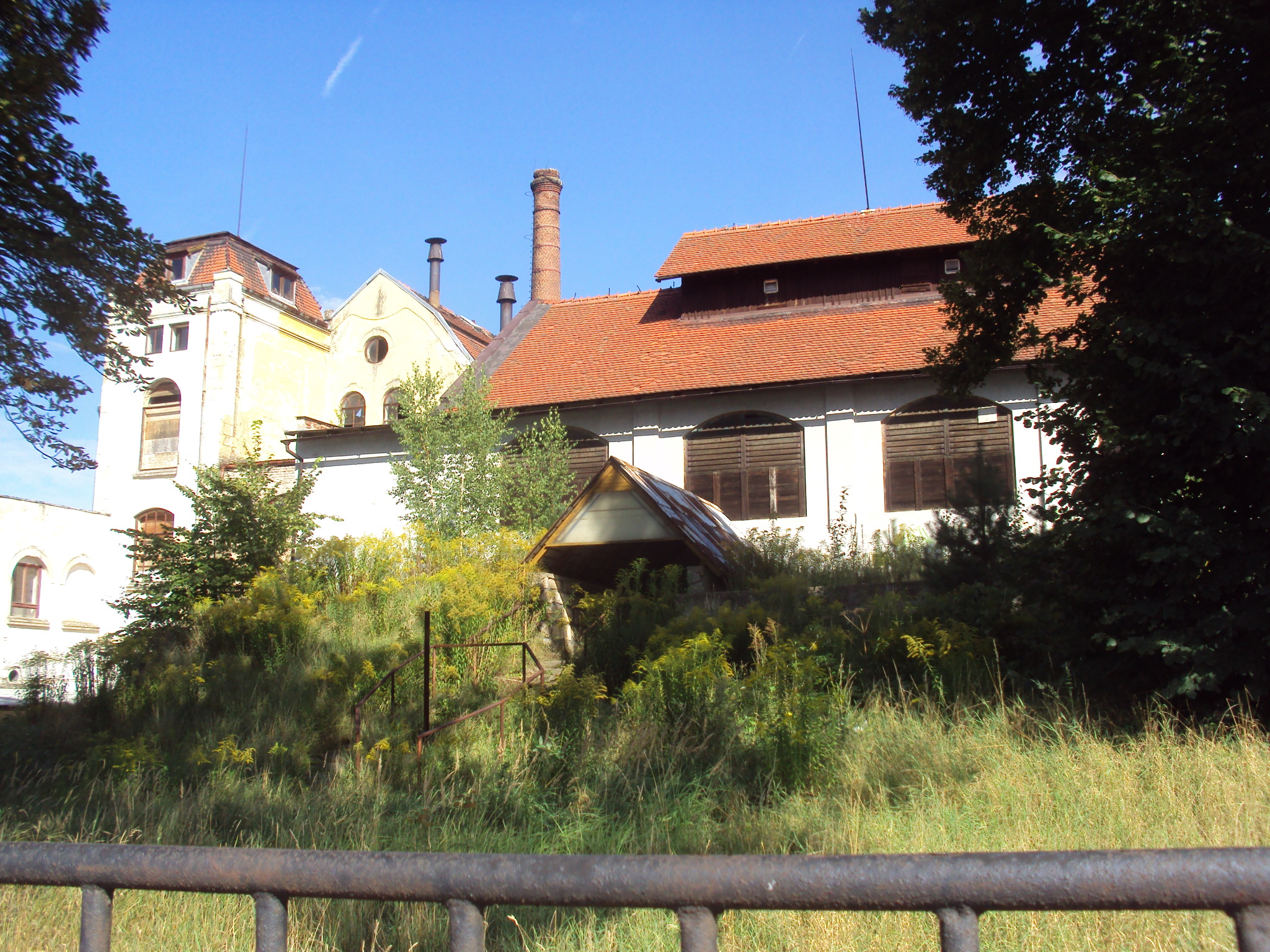
Cvikovský pivovar

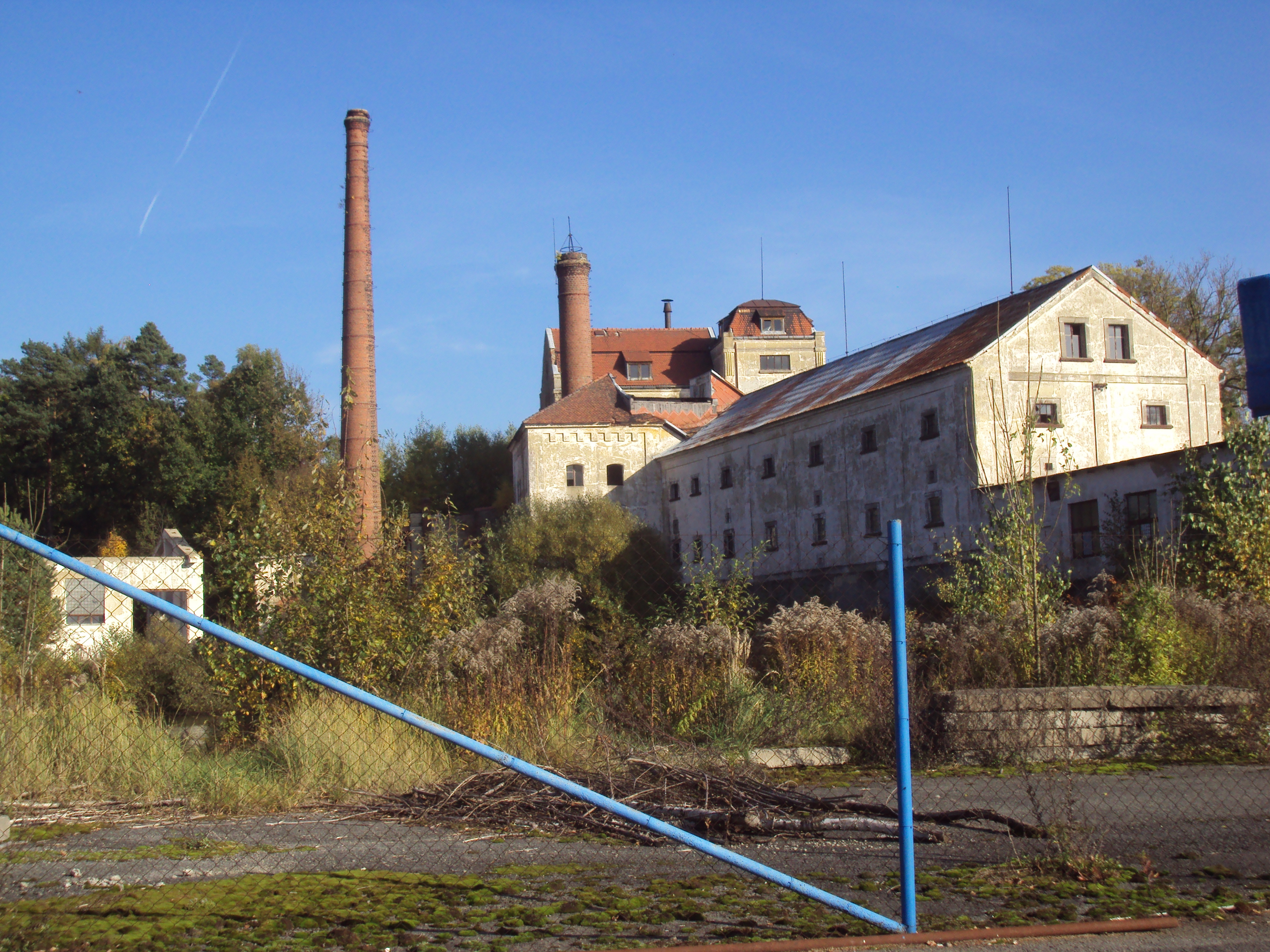
Cvikovský pivovar v roce 2012

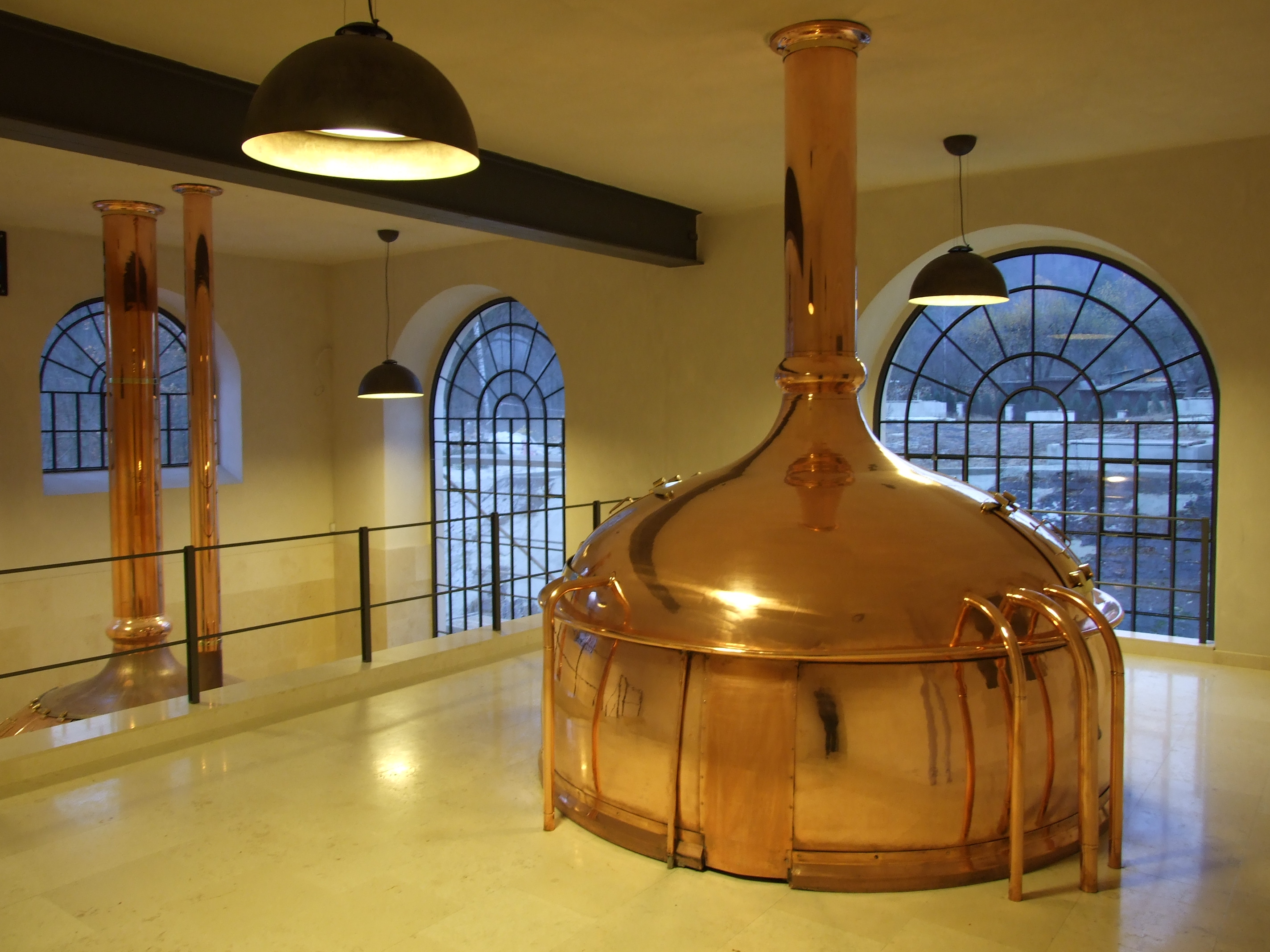
Pivovar Cvikov, dvounádobová měděná varna

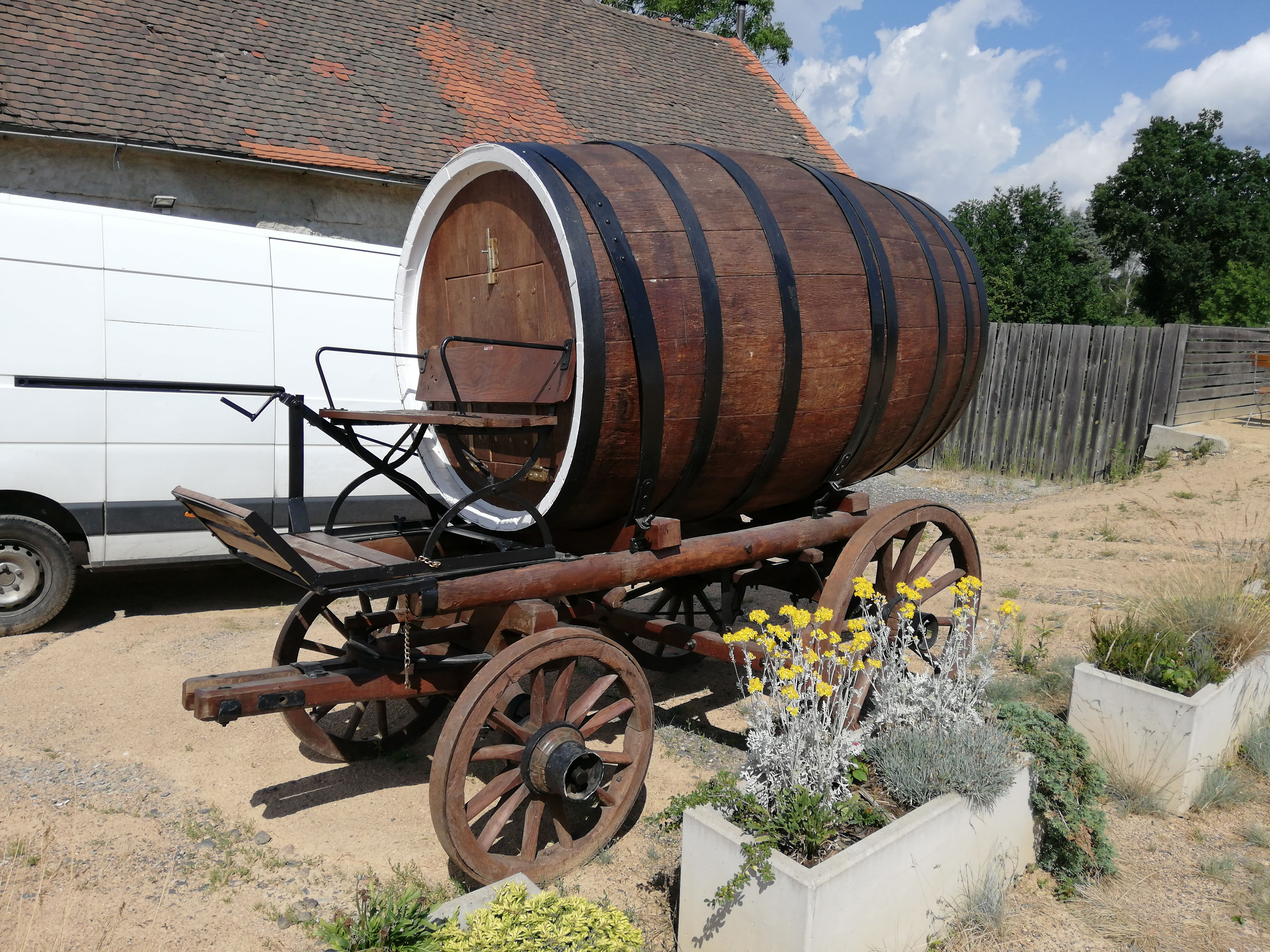
Historická výzdoba na nádvoří pivovaru

Pivovar Cvikov byl postaven ve Cvikově v současné podobě v druhé polovině 19. století. Pivo se zde vařilo do roku 1968. Po zrušení pivovaru budovy sloužily jako sklady i dalším firmám. V roce 2014 byl zásluhou podnikatele Jiřího Jakoubka obnoven, koncem listopadu četní návštěvníci ochutnali první dva druhy piv.

## Historie
První městský pivovar stál do roku 1731, pak byl postaven další v dnešní Žitavské ulici. Když i ten potřebě města nedostačoval, byl postaven nový areál v letech 1866 až 1882. V roce 1909 byl zčásti přestavěn, získal nové sklepy a vybavení. Po roce 1945 byl vlastníkem, což bylo Právovarečné měšťanstvo, modernizován. Po znárodnění v roce 1948 byl začleněn do Severočeských pivovarů, národní podnik Vratislavice, později pod vedení pivovarů v Lounech, k 1. lednu 1968 byl provoz ukončen.

### Po zrušení
Po roce 1968 byly budovy využívány jako sklady, byla zde i autodílna, pěstovány žampiony a pořádány diskotéky.

### Plán obnovy
V roce 2013 jej koupil soukromý podnikatel Jiří Jakoubek s cílem jeho provoz obnovit a vařit zde od léta roku 2014 piva Luž a Klíč (jména hor v kraji). Pivovar se již rozšířil o restauraci a hotel.. Zhruba jeden rok byl pivovar v rekonstrukci. 

### Obnovení činnosti

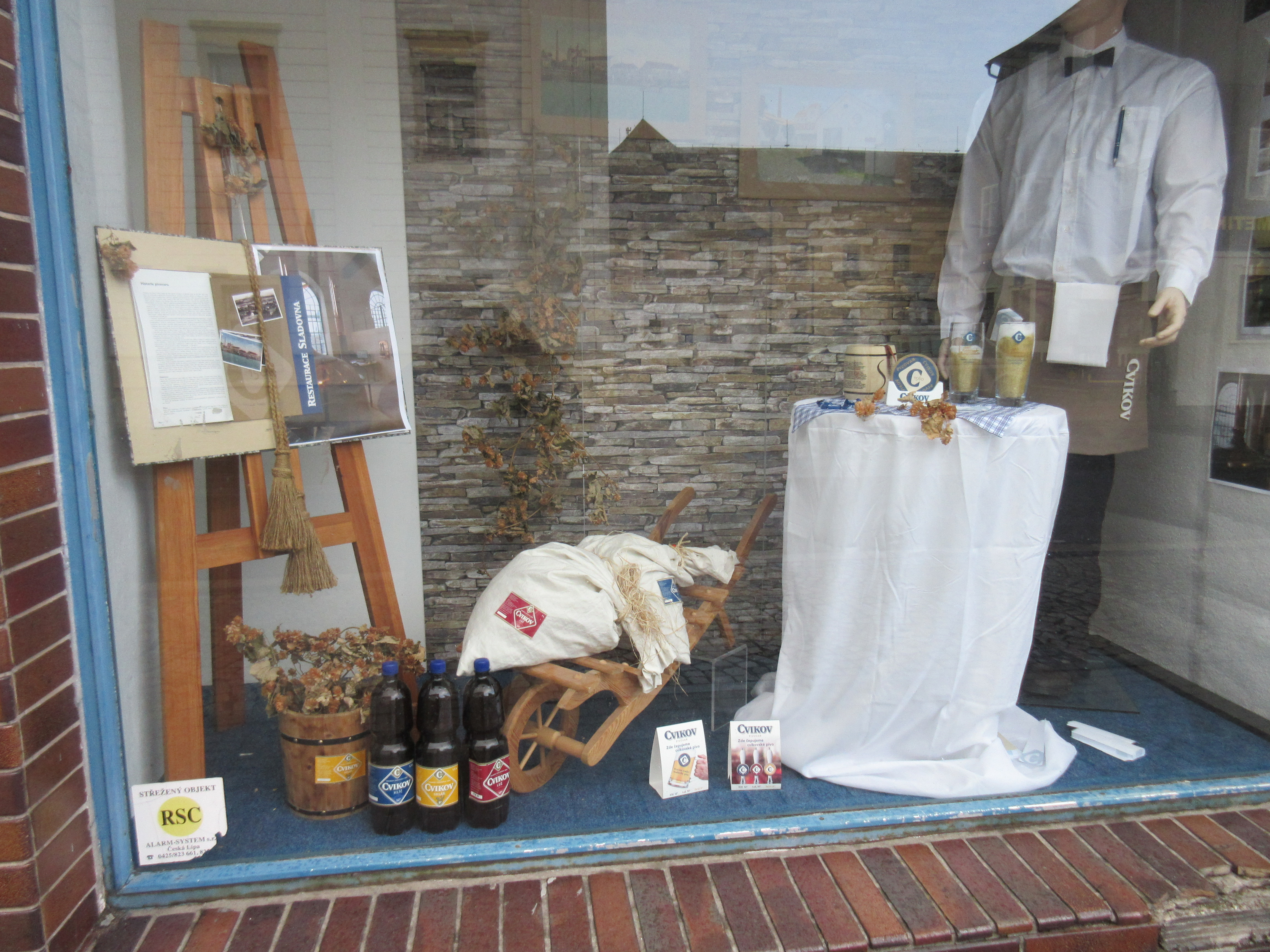
Reklama pivovaru v centru Nového Boru

Na konci listopadu 2014 se konalo za účasti 5000 návštěvníků slavnostní otevření pivovaru, otevřena byla i restaurace Sladovna v areálu pivovaru. Podávána byla piva Klíč (dvanáctka), Luž (desítka) a Sklář (osmička). Ředitel pivovaru Viktor Tkadlec oznámil záměr piva prodávat jednak v restauraci, dále v sudech a PET lahvích. Se stavbou lahvárny nepočítá. Nový personál kuchyně je zaučován i kuchaři z pražského hotelu Alcron.

### První narozeniny
Na 28. listopad 2015 je připravena oslava prvního výročí provozování pivovaru s řadou kapel a otevřením sudu Výroční čtrnáctky. Podávána budou i zavedená piva osmička Sklář, desítka Luž, světlá jedenáctka Hvozd, ležák dvanáctka Klíč, polotmavá třináctka Sváteční.
Cvikovská piva jsou prodávána nejen v regionu, ale i v Praze a Liberci.

## Vařená piva

### Stálý sortiment
Stálý sortiment vařených piv v roce 2018:
- Klíč 12°
- Hvozd 11°
- Luž 10° – ječné slady, chmel, alkohol 4,2 % objemu, nefiltrované, nepasterizované
- Sklář 8° – ječné slady, chmel, alkohol 3,7 % objemu, nefiltrované, nepasterizované
- Sváteční 13°

### Příležitostně vařená piva
- Kleis 13°
- Výroční 14°
- Královské 12°
- Žitný speciál 13°
- Jarní jedenáctka

## Ocenění
V listopadu 2015 byla v pivní soutěži, anketě Pivo roku, desetistupňová Luž z Pivovaru Cvikov vyhlášena jako druhé nejlepší světlé výčepní pivo v Česku. Soutěž už po pětadvacáté uspořádalo Sdružení přátel piva. V prosinci 2015 vyhlásil odborný časopis Pivo, Bier & Ale osmistupňové pivo Sklář nejlepším novým spodně kvašeným výčepním pivem roku 2015.

Ukázky produkce pivovaru Cvikov
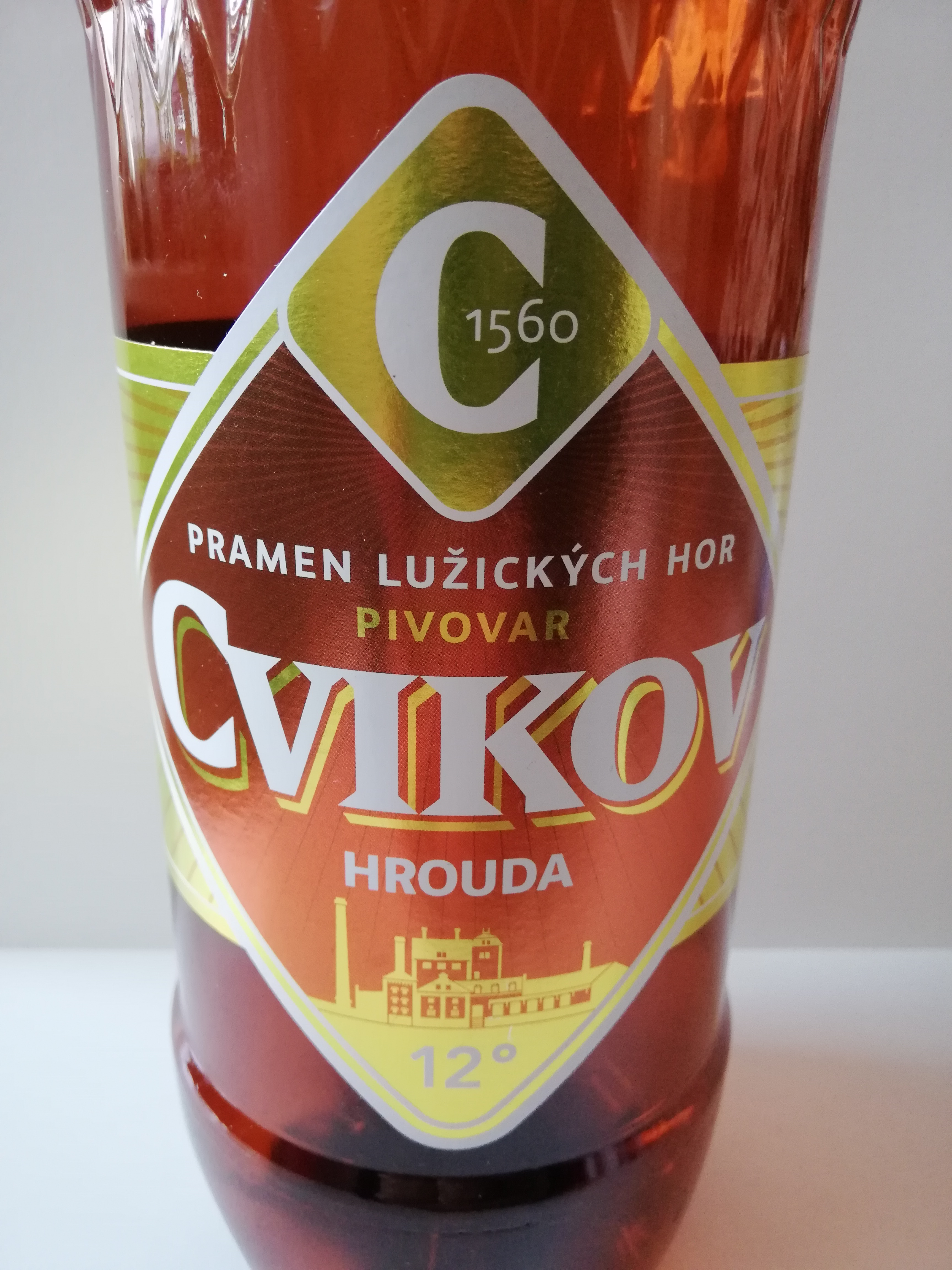
Hrouda 12°
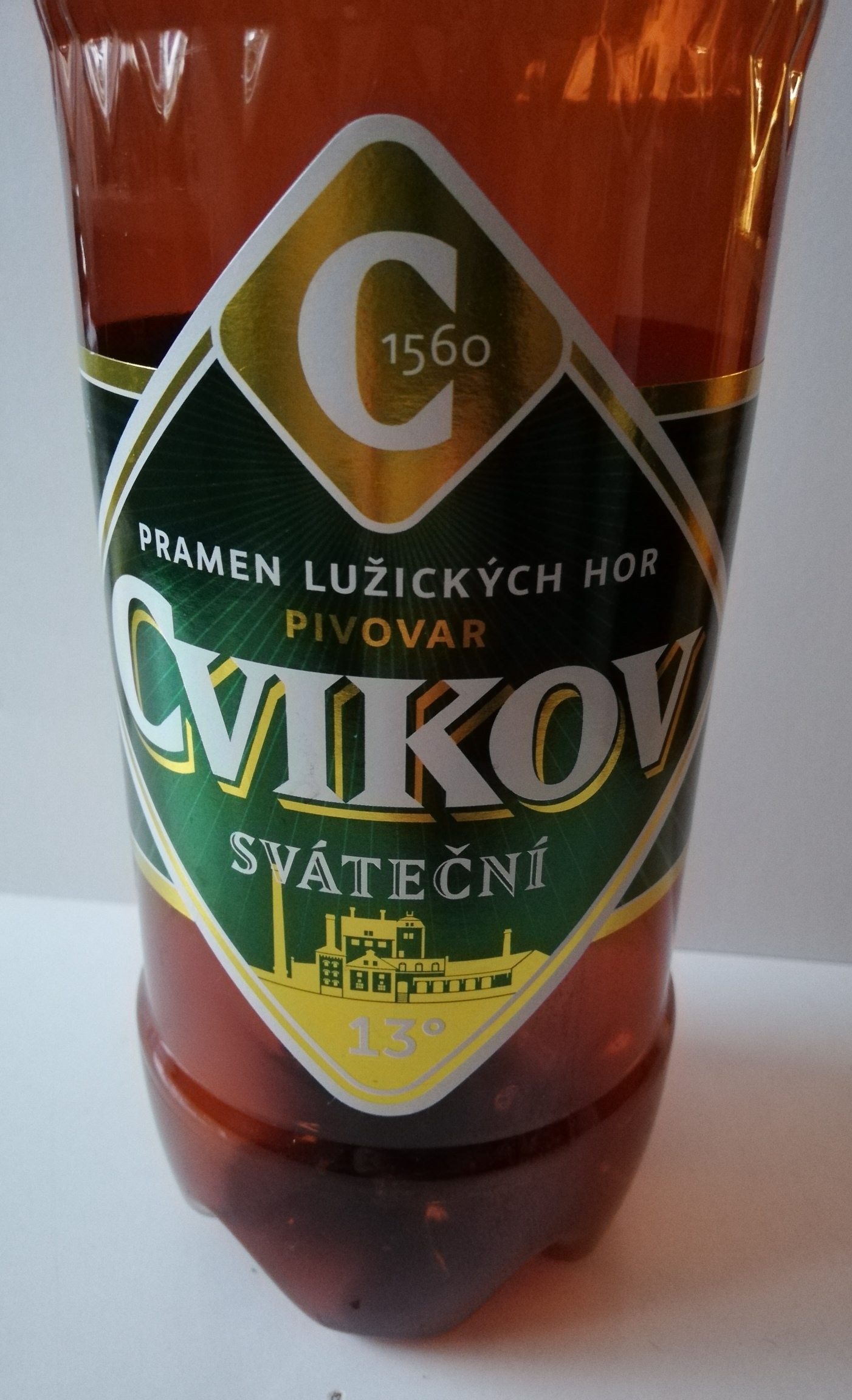
Sváteční 13°
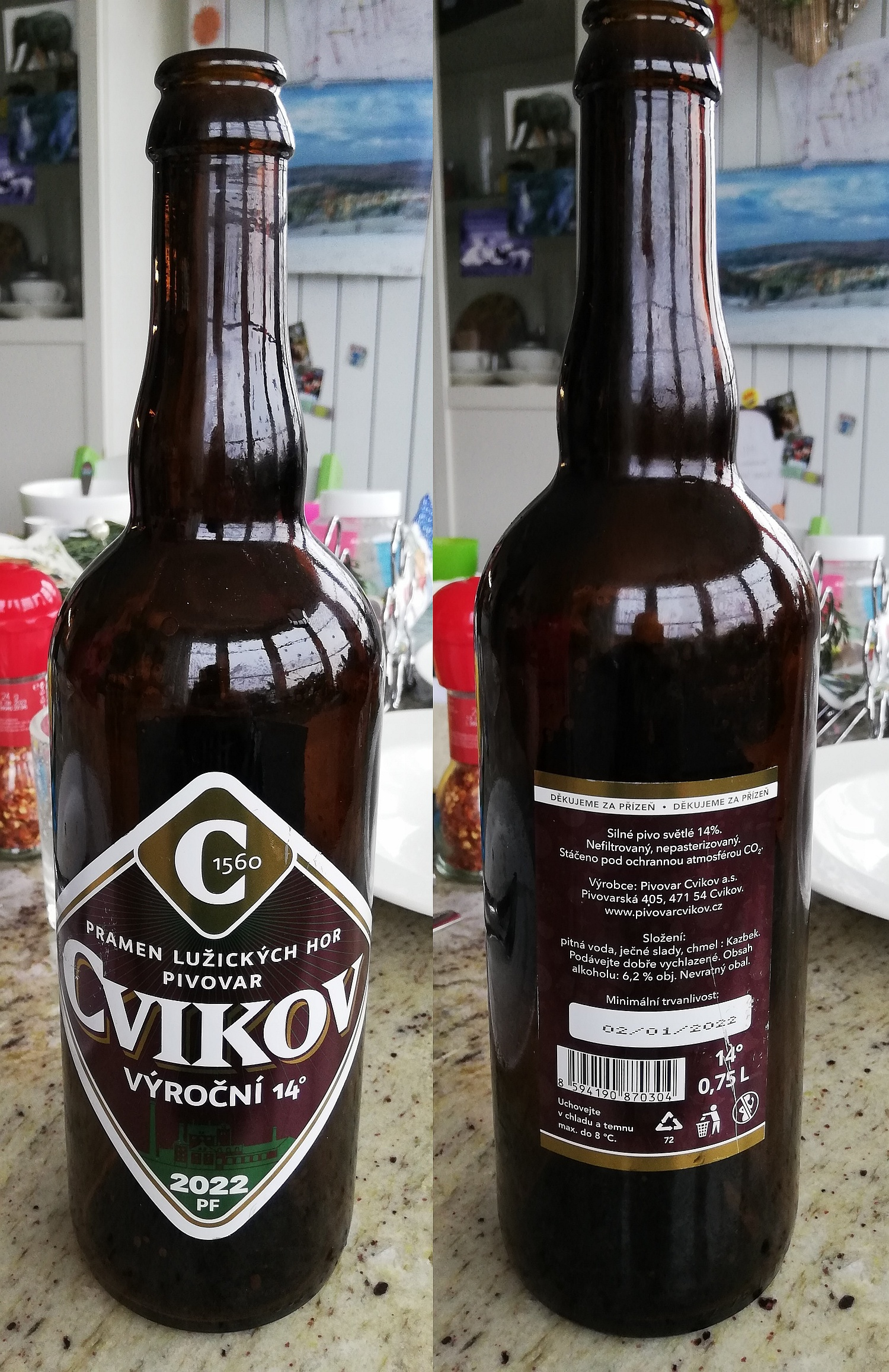
Výroční 14°